# Championnat des îles Féroé de football 1973
Navigation
Meistaradeildin 1972 Meistaradeildin 1974
La saison 1973 du Championnat des îles Féroé de football était la 31e édition de la première division féroïenne à poule unique, la Meistaradeildin. Les six meilleurs clubs du pays jouent les uns contre les autres à deux reprises durant la saison, à domicile et à l'extérieur. 
C'est le HB Tórshavn qui remporte le titre cette année après avoir terminé en tête du classement, avec quatre points d'avance sur le KÍ Klaksvík.
C'est le 7e titre de champion de l'histoire du club, qui réalise le doublé en remportant la finale de la Coupe des Îles Féroé face au KÍ Klaksvík.

## Les clubs participants
| \| B36 HB ÍF KÍ TB VBV \| Localisation des clubs engagés dans le championnat 1973. |
| B36 HB ÍF KÍ TB VBV                                                                |

- B36 Tórshavn

- HB Tórshavn - Tenant du Titre

- ÍF Fuglafjørður

- KÍ Klaksvík

- TB Tvøroyri

- VB Vágur

## Compétition

### Classement[n 1]
| Rang | Équipe              | Pts | J  | G  | N | P | Bp | Bc | Diff |
| ---- | ------------------- | --- | -- | -- | - | - | -- | -- | ---- |
| 1    | HB Tórshavn (T) (C) | 20  | 10 | 10 | 0 | 0 | 41 | 8  | +33  |
| 2    | KÍ Klaksvík         | 16  | 10 | 8  | 0 | 2 | 25 | 9  | +16  |
| 3    | TB Tvøroyri         | 8   | 9  | 4  | 0 | 5 | 13 | 12 | +1   |
| 4    | VB Vágur            | 7   | 9  | 3  | 1 | 5 | 18 | 20 | -2   |
| 5    | B36 Tórshavn        | 5   | 10 | 2  | 1 | 7 | 12 | 25 | -13  |
| 6    | ÍF Fuglafjørður     | 2   | 10 | 1  | 0 | 9 | 11 | 46 | -35  |

|  | Vainqueur du championnat 1973                                |
|  | (T) Tenant du titre (C) Vainqueur de la Coupe des îles Féroé |

### Résultats[n 1]
| Résultats (▼dom., ►ext.) | B36 | HB  | ÍF  | KÍ  | TBT | VBV     |
| B36 Tórshavn             |     | 0-4 | 5-2 | 1-6 | 1-0 | 0-2     |
| HB Tórshavn              | 4-2 |     | 8-0 | 2-0 | 3-1 | 4-2     |
| ÍF Fuglafjørður          | 4-2 | 0-7 |     | 0-3 | 0-1 | 2-5     |
| KÍ Klaksvík              | 1-0 | 1-2 | 6-1 |     | 2-1 | 3-1     |
| TB Tvøroyri              | 1-0 | 0-1 | 5-2 | 1-2 |     | [ n 2 ] |
| VB Vágur                 | 1-1 | 2-6 | 4-0 | 0-1 | 1-3 |         |

## Bilan de la saison
| Championnat des îles Féroé de football 1973 |                        |
| Champion                                    | HB Tórshavn (7e titre) |
| Coupes et trophées                          |                        |
| Vainqueur de la Coupe des îles Féroé 1973   | HB Tórshavn            |
| Promotions et relégations                   |                        |
| Promus en Meistaradeildin                   | non                    |
| Relégués en Meðaldeildin                    | non                    |